# Tetromino

De vijf tetromino-vormen

5×8

4×10

Een tetromino, ook wel tetramino of tetrimino genoemd, is een meetkundige vorm die bestaat uit vier gelijke vierkanten die met een of meer zijden aan elkaar grenzen. Ze liggen dus samen in één vorm. Er zijn vijf verschillende vormen mogelijk, afgezien van spiegelingen. Net zoals dominostenen en pentomino's zijn tetromino's een bijzonder type van polyomino.
De oppervlakte van de vijf tetromino's samen is 20. Er kan geen rechthoek met oppervlakte 20 worden gelegd van één keer de vijf tetromino's. Er kan wel een rechthoek met oppervlakte 40 van twee keer de vijf tetromino's worden gelegd.

## Tetris
Een populair gebruik van tetromino's is in het videospel Tetris, waarin zeven vormen voorkomen, van twee vormen (groen en oranje) ook de gespiegelden, die niet door draaiing verkregen kunnen worden.

### Drie dimensies
Het spel is in drie dimensies ingewikkelder. De zeven vormen uit het platte vlak kunnen weer worden gebruikt om steeds vier kubussen tegen elkaar aan te leggen. Daar komen nog drie vormen in drie dimensies bij, waarvan twee weer elkaars gespiegelde zijn.
|  |  |  |

De gezamenlijke inhoud is dan 32. Er is een balk, dat is een rechthoekig blok, mogelijk van 8×2×2 en van 4×4×2 met alle acht vormen erin.